# Kraszków (gromada)
Kraszków – dawna gromada, czyli najmniejsza jednostka podziału terytorialnego Polskiej Rzeczypospolitej Ludowej w latach 1954–1972.
Gromady, z gromadzkimi radami narodowymi (GRN) jako organami władzy najniższego stopnia na wsi, funkcjonowały od reformy reorganizującej administrację wiejską przeprowadzonej jesienią 1954 do momentu ich zniesienia z dniem 1 stycznia 1973, tym samym wypierając organizację gminną w latach 1954–1972.
Gromadę Kraszków z siedzibą GRN w Kraszkowie utworzono – jako jedną z 8759 gromad na obszarze Polski – w powiecie opoczyńskim w woj. kieleckim, na mocy uchwały nr 13g/54 WRN w Kielcach z dnia 29 września 1954. W skład jednostki weszły obszary dotychczasowych gromad Kraszków, Bielowice i Mroczków Ślepy ze zniesionej gminy Krzczonów w tymże powiecie. Dla gromady ustalono 16 członków gromadzkiej rady narodowej.
31 grudnia 1959 do gromady Kraszków przyłączono wsie Budy, Rozwady, Bochenka, Bród, Drynia, Alfredów, Snarki i Stefanów, kolonie Puszcza Rozwadzka, Lelitek i Huta Dąbrowska, osadę Brzuśnia i parcelację Alfredów ze zniesionej gromady Rozwady oraz wsie Wygnanów, Sołek i Wólka Karwicka, parcelacje Zameczek i Wólka Karwicka oraz kolonię Wólka Karwicka ze zniesionej gromady Wygnanów.
31 grudnia 1961 do gromady Kraszków przyłączono wieś i kolonię Krzczonów ze zniesionej gromady Jelnia.
Gromada przetrwała do końca 1972 roku, czyli do kolejnej reformy gminnej.